# Parigi-Nizza 2002
La Parigi-Nizza 2002, sessantesima edizione della corsa, si svolse dal 10 al 17 marzo su un percorso di 1 194 km ripartiti in 7 tappe più un cronoprologo. Fu vinta dal kazako Alexandre Vinokourov davanti ai francesi Sandy Casar e Laurent Jalabert. Si trattò della prima vittoria di un ciclista kazako in questa competizione.

## Tappe
| Tappa  | Data     | Percorso                                | km    | Vincitore di tappa   | Leader cl. generale  |
| ------ | -------- | --------------------------------------- | ----- | -------------------- | -------------------- |
| Prol.  | 10 marzo | Issy-les-Moulineaux (cron. individuale) | 5.2   | László Bodrogi       | László Bodrogi       |
| 1ª     | 11 marzo | Blois > Saint-Amand-Montrond            | 176   | Alessandro Petacchi  | Alessandro Petacchi  |
| 2ª     | 12 marzo | Moulins > Belleville                    | 170   | Robbie McEwen        | Alessandro Petacchi  |
| 3ª     | 13 marzo | Saint-Étienne > Saint-Étienne           | 147.5 | Laurent Jalabert     | Didier Rous          |
| 4ª     | 14 marzo | Pertuis > Mont Faron                    | 72    | Alexandre Vinokourov | Alexandre Vinokourov |
| 5ª     | 15 marzo | Mont Faron > Cannes                     | 188.5 | Alessandro Petacchi  | Alexandre Vinokourov |
| 6ª     | 16 marzo | Saint-Raphaël > Castelo de Vide         | 175   | Dario Frigo          | Alexandre Vinokourov |
| 7ª     | 17 marzo | Nizza > Nizza                           | 157   | Robbie McEwen        | Alexandre Vinokourov |
| Totale | Totale   | Totale                                  | 1194  |                      |                      |

## Dettagli delle tappe

### Prologo
- 10 marzo: Issy-les-Moulineaux > Issy-les-Moulineaux (cron. individuale) – 5,2 km

| Pos. | Corridore                | Squadra      | Tempo |
| ---- | ------------------------ | ------------ | ----- |
| 1    | László Bodrogi           | Mapei        | 6'56" |
| 2    | Didier Rous              | Bonjour      | s.t.  |
| 3    | Javier Pascual Rodríguez | iBanesto.com | a 4"  |

| Pos. | Corridore                | Squadra      | Tempo |
| ---- | ------------------------ | ------------ | ----- |
| 1    | László Bodrogi           | Mapei        | 6'56" |
| 2    | Didier Rous              | Bonjour      | s.t.  |
| 3    | Javier Pascual Rodríguez | iBanesto.com | a 4"  |

### 1ª tappa
- 11 marzo: Blois > Saint-Amand-Montrond – 176 km

| Pos. | Corridore           | Squadra       | Tempo    |
| ---- | ------------------- | ------------- | -------- |
| 1    | Alessandro Petacchi | Fassa Bortolo | 4h43'32" |
| 2    | Jaan Kirsipuu       | AG2R          | s.t.     |
| 3    | Robbie McEwen       | Lotto-Adecco  | s.t.     |

| Pos. | Corridore           | Squadra       | Tempo    |
| ---- | ------------------- | ------------- | -------- |
| 1    | Alessandro Petacchi | Fassa Bortolo | 4h50'24" |
| 2    | László Bodrogi      | Mapei         | a 2"     |
| 3    | Didier Rous         | Bonjour       | a 4"     |

### 2ª tappa
- 12 marzo: Moulins > Belleville – 170 km

| Pos. | Corridore           | Squadra       | Tempo    |
| ---- | ------------------- | ------------- | -------- |
| 1    | Robbie McEwen       | Lotto-Adecco  | 4h21'22" |
| 2    | Alessandro Petacchi | Fassa Bortolo | s.t.     |
| 3    | Jaan Kirsipuu       | AG2R          | s.t.     |

| Pos. | Corridore           | Squadra       | Tempo    |
| ---- | ------------------- | ------------- | -------- |
| 1    | Alessandro Petacchi | Fassa Bortolo | 9h11'40" |
| 2    | Robbie McEwen       | Lotto-Adecco  | a 3"     |
| 3    | László Bodrogi      | Mapei         | a 8"     |

### 3ª tappa
- 13 marzo: Saint-Étienne > Saint-Étienne – 147,5 km

| Pos. | Corridore            | Squadra      | Tempo    |
| ---- | -------------------- | ------------ | -------- |
| 1    | Laurent Jalabert     | CSC-Tiscali  | 3h59'29" |
| 2    | Didier Rous          | Bonjour      | s.t.     |
| 3    | Aitor Osa Eizaguirre | iBanesto.com | s.t.     |

| Pos. | Corridore                | Squadra      | Tempo     |
| ---- | ------------------------ | ------------ | --------- |
| 1    | Didier Rous              | Bonjour      | 13h11'13" |
| 2    | Laurent Jalabert         | CSC-Tiscali  | a 2"      |
| 3    | Javier Pascual Rodríguez | iBanesto.com | a 20"     |

### 4ª tappa
- 14 marzo: Pertuis > Mont Faron – 72 km

| Pos. | Corridore            | Squadra      | Tempo    |
| ---- | -------------------- | ------------ | -------- |
| 1    | Alexandre Vinokourov | Team Telekom | 4h21'54" |
| 2    | Laurent Jalabert     | CSC-Tiscali  | a 28"    |
| 3    | Andrei Kivilev       | Cofidis      | a 32"    |

| Pos. | Corridore            | Squadra      | Tempo     |
| ---- | -------------------- | ------------ | --------- |
| 1    | Alexandre Vinokourov | Team Telekom | 17h33'23" |
| 2    | Laurent Jalabert     | CSC-Tiscali  | a 6"      |
| 3    | Didier Rous          | Bonjour      | a 49"     |

### 5ª tappa
- 15 marzo: Mont Faron > Cannes – 188,5 km

| Pos. | Corridore           | Squadra       | Tempo    |
| ---- | ------------------- | ------------- | -------- |
| 1    | Alessandro Petacchi | Fassa Bortolo | 4h40'41" |
| 2    | Ángel Vicioso       | Kelme         | s.t.     |
| 3    | Nico Mattan         | Cofidis       | s.t.     |

| Pos. | Corridore            | Squadra      | Tempo     |
| ---- | -------------------- | ------------ | --------- |
| 1    | Alexandre Vinokourov | Team Telekom | 22h14'04" |
| 2    | Laurent Jalabert     | CSC-Tiscali  | a 5"      |
| 3    | Didier Rous          | Bonjour      | a 49"     |

### 6ª tappa
- 16 marzo: Saint-Raphaël > Castelo de Vide – 175 km

| Pos. | Corridore      | Squadra       | Tempo    |
| ---- | -------------- | ------------- | -------- |
| 1    | Dario Frigo    | Tacconi Sport | 4h46'12" |
| 2    | Cadel Evans    | Mapei         | a 15"    |
| 3    | Samuel Sánchez | Euskaltel     | a 22"    |

| Pos. | Corridore            | Squadra      | Tempo     |
| ---- | -------------------- | ------------ | --------- |
| 1    | Alexandre Vinokourov | Team Telekom | 27h00'57" |
| 2    | Sandy Casar          | FDJ          | a 55"     |
| 3    | Andrei Kivilev       | Cofidis      | a 59"     |

### 7ª tappa
- 17 marzo: Nizza > Nizza – 157 km

| Pos. | Corridore     | Squadra      | Tempo    |
| ---- | ------------- | ------------ | -------- |
| 1    | Robbie McEwen | Lotto-Adecco | 3h38'30" |
| 2    | Tom Steels    | Mapei        | s.t.     |
| 3    | Baden Cooke   | FDJ          | s.t.     |

| Pos. | Corridore            | Squadra      | Tempo     |
| ---- | -------------------- | ------------ | --------- |
| 1    | Alexandre Vinokourov | Team Telekom | 30h39'27" |
| 2    | Sandy Casar          | FDJ          | a 55"     |
| 3    | Laurent Jalabert     | CSC-Tiscali  | a 57"     |

## Classifiche finali

### Classifica generale
| Pos. | Corridore               | Squadra              | Tempo     |
| ---- | ----------------------- | -------------------- | --------- |
| 1    | Alexandre Vinokourov    | Team Telekom         | 30h39'27" |
| 2    | Sandy Casar             | FDJ                  | a 55"     |
| 3    | Laurent Jalabert        | CSC-Tiscali          | a 57"     |
| 4    | Andrei Kivilev          | Cofidis              | a 59"     |
| 5    | Aitor Garmendia Arbilla | Team Coast           | a 1'23"   |
| 6    | Jens Voigt              | Crédit Agricole      | a 1'38"   |
| 7    | Didier Rous             | Bonjour              | a 1'40"   |
| 8    | Dario Frigo             | Tacconi Sport-Emmegi | a 1'44"   |
| 9    | Mario Aerts             | Lotto-Adecco         | s.t.      |
| 10   | Cadel Evans             | Mapei-Quick Step     | a 2'17"   |